# ترگارانتک
ترگارانتک (به فرانسوی: Trégarantec) یک کمون در فرانسه است که در Canton of Lesneven واقع شده‌است.

## خصوصیات
ترگارانتک ۵٫۲۱ کیلومترمربع مساحت و ۵۳۶ نفر جمعیت دارد.